# Harald Gilbers
Harald Gilbers (* 1969 in Moers am Niederrhein) ist ein deutscher Redakteur, Regisseur und Schriftsteller von Kriminalromanen.

## Leben
Harald Gilbers wuchs in Moers auf und studierte Anglistik und Geschichte an den Universitäten in Augsburg und München. Im Anschluss daran arbeitete er zunächst als Feuilleton-Redakteur beim Fernsehen, bevor er als freier Theaterregisseur tätig wurde.
Im Jahr 2013 erschien sein erster historischer Roman Germania, ein Krimi im kriegszerstörten Berlin des Jahres 1944. Inzwischen ist die Reihe auf sieben Bücher angewachsen (2022). Harald Gilbers lebt in Norddeutschland.

## Romanreihe um Richard Oppenheimer
Die Romanreihe steht in einer Reihe mit den Werken von Volker Kutscher um den Kommissar Gereon Rath. Bei beiden Reihen handelt es sich um historisch und örtlich akkurate Kriminalromane, deren jeweiliger Haupthandlungsort Berlin ist. Während bei Kutscher die Handlung allerdings die Endphase der Weimarer Republik und (bisher) den Beginn des Nationalsozialismus darstellt, beginnt die Reihe von Harald Gilbers in der Endphase des NS-Staats und der Anfangsphase des alliiert besetzten Berlins. Der 5. Roman spielt im Hungerwinter 1946/47.
Protagonist der Romanreihe ist der ehemalige Kriminalkommissar Richard Oppenheimer, der als Jude zu Beginn der Nazidiktatur aufgrund des Gesetzes zur Wiederherstellung des Berufsbeamtentums aus dem öffentlichen Dienst entlassen wurde und sich seitdem mit Gelegenheitsarbeiten über Wasser hält. Seine in gewissem Grad gegenüber anderen Juden, die in Deutschland blieben, privilegierte Stellung hat er, weil er mit seiner „deutschblütigen“ Frau Lisa in einer Mischehe lebt. Dennoch muss die Familie bei spärlichsten Rationen in einem Judenhaus wohnen und hat keinen Zugang zu einem Luftschutzbunker.
Im ersten Roman Germania wird Oppenheimer ein Jahr vor Kriegsende von SS-Hauptsturmführer Vogler zur Mitarbeit an einem unaufgeklärten Mordfall gezwungen. Er steht zwischen der Verlockung, Erleichterungen seines Daseins angeboten zu bekommen (z. B. einen Verzicht auf den Judenstern, ausgesprochen von Joseph Goebbels persönlich), und der ständigen Gefahr, nach Aufklärung des Falls für die SS nicht nur entbehrlich, sondern als Mitwisser gefährlich zu sein. Der bereits angeordneten Liquidierung nach der Aufklärung entgeht er nur in einem kurzen Moment der Ritterlichkeit Voglers, der schon seinen Marschbefehl in den sicheren Tod in der Tasche hat. 
Der zweite Roman Odins Söhne spielt im Frühjahr 1945, kurz vor der Kapitulation der Wehrmacht. Eine gute Freundin der Familie, die Ärztin Hilde, Regimegegnerin, getrenntlebend von ihrem Ehemann, einem aus dem KZ Auschwitz desertierten Lagerarzt, wird verhaftet und droht hingerichtet zu werden. Die Versuche von Oppenheimer und seinen Freunden sie zu retten, stehen im Mittelpunkt des Buches.
Der dritte Roman Endzeit betrifft den Zeitraum der Schlacht um Berlin und den Beginn der sowjetischen Besetzung bis August 1945. Oppenheimers Ehefrau Lisa wird von einem russischen Soldaten vergewaltigt und Oppenheimer muss nicht nur beweisen, dass er kein versteckter Nationalsozialist ist, sondern sucht auch den Vergewaltiger seiner Frau. Dabei hilft ihm eine Kooperation mit einem russischen Geheimdienstoffizier, der die Ordnung innerhalb der Truppe im besetzten Berlin sicherstellen soll. Auch spielt der Schwarzmarkt und die Sicherung des Überlebens eine zentrale Rolle.
Im vierten Roman Totenliste wird die Lebenssituation von Oppenheimer und seiner Frau im Hungerwinter 1946/47 gezeigt. Oppenheimer arbeitet beim DRK-Suchdienst, muss aber wieder bei mehreren Mordfällen ermitteln und gerät zwischen die Berliner Kriminalpolizei, den russischen Geheimdienst und die britischen Besatzer. Am Ende des Buches entscheidet er sich, trotz aller Bedenken wieder in den Polizeidienst zurückzukehren.

## Werke
Kommissar-Oppenheimer-Reihe
- Germania (= Kommissar Oppenheimer. Band 1). Knaur, München 2013, ISBN 978-3-426-51370-5.
- Odins Söhne (= Kommissar Oppenheimer. Band 2). Knaur, München 2015, ISBN 978-3-426-51643-0.
- Endzeit (= Kommissar Oppenheimer. Band 3). Knaur, München 2017, ISBN 978-3-426-51644-7.
- Totenliste (= Kommissar Oppenheimer. Band 4). Knaur, München 2018, ISBN 978-3-426-52182-3.
- Hungerwinter (= Kommissar Oppenheimer. Band 5). Knaur, München, ISBN 978-3-426-52183-0.
- Luftbrücke (= Kommissar Oppenheimer. Band 6). Knaur, München 2021, ISBN 978-3-426-52688-0.
- Trümmertote (= Kommissar Oppenheimer. Band 7). Knaur, München 2023, ISBN 978-3-426-52689-7.
- Tanzpalast (= Kommissar Oppenheimer. Band 8). Knaur, München 2024, ISBN 978-3-426-53014-6.

Alle Romane sind auch als Hörbuch erschienen.
Die Verfilmungsrechte wurden laut Autor verkauft. Bis zum Herbst 2018 wurden aber noch keine Projekte diesbezüglich veröffentlicht.

## Übersetzungen
Die Bücher von Harald Gilbers wurden in zahlreiche Sprachen übersetzt, der Erstling bisher sieben Mal (Stand Mitte 2018), u. a. in das Dänische, Französische, Polnische, Italienische, Tschechische und Japanische.

## Auszeichnungen
Für das Erstlingswerk erhielt er 2014 den Friedrich-Glauser-Preis in der Kategorie Debüt – Bester Erstlingsroman. Die Fortsetzung Odins Söhne wurde 2016 in Frankreich mit den Prix Historie als bestem historischen Kriminalroman ausgezeichnet.